# Hydra (Insel)
Die griechische Insel Hydra oder Ydra (griechisch Ύδρα [ˈiðra] (f. sg.)) gehört zur Gruppe der Saronischen Inseln und liegt etwa 65 km südwestlich von Athen. Gleichzeitig bildet sie eine Gemeinde (dímos, δήμος) im attischen Regionalbezirk Inseln, der auch die 2,2 km nordwestlich gelegene Nachbarinsel Dokos angehört. Sie wird mehrfach täglich von Piräus aus angefahren; auch zu den Nachbarinseln bestehen zumindest in der Hauptsaison regelmäßige Fährverbindungen. Bei der Volkszählung von 2011 hatte die Insel 1966 Einwohner.
Hydra bekam ihren Namen, als sie noch wasserreich und fruchtbar war. Heute ist die Versorgung mit Trinkwasser schwierig. Bis August 2014 lieferte ein Schiff täglich das Trinkwasser. Wegen der hohen Kosten und der schlechten Qualität des Wassers errichtete ein privates Unternehmen bei Mandraki eine Entsalzungsanlage mit einer Kapazität von 1600 Kubikmeter täglich.

## Geografie
Hydra ist etwa 20 km lang, 4 km breit und hat eine Fläche von 49,586 km². Zusammen mit der 13,5 km² großen Nachbarinsel Dokos ergibt sich für die Gemeinde Hydra eine Fläche von ungefähr 64 km². Die sehr karge, unfruchtbare und gebirgige Insel erreicht eine Höhe von nicht ganz 600 Metern. Die Nordseite Hydras ist teilweise bebaut und der Peloponnes zugewandt. Der Osten und der Süden der Insel sind nahezu unbesiedelt. Athen ist etwa 90 Kilometer entfernt.
Die meisten Einwohner leben im gleichnamigen Hauptort, der sich von der Hafenmole den Hang hinauf bis zur Burgruine erstreckt. Außerdem gibt es die Orte Kamini, Mandraki und Vlychos, sowie verstreute und abgelegene Klöster, die teilweise schwer zu erreichen sind. Badebuchten sind entweder mit einem öffentlichen Schiff oder einem Taxiboot erreichbar.
Mittlerweile ist der Tourismus neben der Fischerei und dem Kunstgewerbe die Haupteinnahmequelle der Bevölkerung; die Landwirtschaft spielt praktisch keine Rolle mehr. Während der Sommermonate ist die Insel zum Teil sehr überlaufen, da, besonders am Wochenende, viele Athener auf der autofreien Insel Erholung suchen. Tagsüber kommen zahlreiche Tagesausflügler für eine oder zwei Stunden mit Ausflugsbooten von Attika oder der Peloponnes.

## Geologie
Hydra ist hauptsächlich aus Sedimenten (Meeresablagerungen) des Erdmittelalters (Trias, Jura, Kreide) aufgebaut, die im Rahmen der Gebirgsbildung tektonisch beansprucht, gefaltet und verschoben wurden. In diese Kalkgesteine sind lokal Linsen von umgewandeltem Lehm und Vulkangesteinen eingefügt, die zu Serpentin umgewandelt wurden. Es handelt sich um unterseeische Zonen, in die sich Lavaströme ergossen. In der Gegend von Molos ist metamorph umgewandelte Kissenlava zu sehen. Das Gebirge von Hydra ist von starken Störungen durchzogen, die auf potenzielle Erdbebenzonen hinweisen.

## Geschichte
Hydra wurde im Neolithikum besiedelt. Der erste Siedlungsschwerpunkt dürfte in der mykenischen Zeit um ca. 1300 v. Chr. begonnen haben. Reste aus dieser Zeit (Scherben, Mauern) wurden in der Nähe von Molos gefunden. In der Antike gab es Schutztürme, die in Sichtweite von ähnlichen Bauwerken auf der gegenüberliegenden Seite der Peloponnes lagen. Bei Molos wurden neben schwarzfigurigen Scherben (ca. 600–400 v. Chr.) auch Mauerreste auf einem Hügel gefunden.
Die Insel wurde um 1500 n. Chr. erneut besiedelt, als albanische Einwohner der Peloponnes hierher flohen, um den Steuern des Osmanischen Reiches zu entgehen. Die Arvaniten ließen sich an der Küste Hydras nieder. Sie spezialisierten sich auf Schiffbau und Handel und waren hervorragende Seeleute. 1821, während des Befreiungskrieges gegen das osmanische Reich, war die Insel reich geworden. Mit 26.000 Einwohnern und 130 Kriegsschiffen, auf denen eine Fracht von 130.000 Tonnen Platz fand, nahm Hydra eine wichtige Rolle im Krieg ein. Lazaros Kountouriotis, Andreas Miaoulis und andere Seeleute kamen in den Kämpfen um.
Nach der Gründung des unabhängigen Staates Griechenland folgte für Hydra eine mehr als hundertjährige Phase des wirtschaftlichen Niedergangs. Die Bevölkerungszahl sank auf unter 3000. Viele Einwohner wanderten aus, die Zurückgebliebenen verdienten ihren Unterhalt hauptsächlich mühsam durch die Fischerei und das Schwammtauchen. Die in der Hochzeit erbauten Patrizierhäuser verfielen. Dies änderte sich erst ab den 1950er Jahren, als internationale Filmproduktionen und ein Ableger der Athener Kunstakademie Künstler und Filmstars nach Hydra lockten. Zudem brachte nun auch das Linienschiff „Nereida“ Touristengruppen auf die Insel.
Am Freitag, den 21. Juni 2024, abends kam es nach dem Abbrennen eines Feuerwerks auf der Megajacht Persephone 1 zu einem relevanten Waldbrand im größten Waldstück auf einem Berghang der waldarmen Insel. Löschkräfte setzten ein Schiff, eine Kameraflugdrohne und zumindest ein Lösch-Flächenflugzeug ein und konnten den Brand am Folgetag löschen. Die 13-köpfige griechische Besatzung wurde inhaftiert, die Jacht wurde bei Athen beschlagnahmt. 17 Urlauber aus Kasachstan hatten sie gemietet und waren am folgenden Tag in ihr Heimatland zurückgereist, ohne dass den griechischen Behörden eine Befragung zum Tathergang möglich war.

### Gedenkveranstaltung
Im Juni finden jährlich die „Miaoulia“ (griechisch τα Μιαούλεια) zu Ehren von Andreas Miaoulis, dem Oberbefehlshaber der griechischen Flotte während der Griechischen Revolution (1822–1827) statt. Neben Ausstellungen, Konzerten und Wettkämpfen wird am letzten Juni-Wochenende nachts vor dem Hafen von Hydra die Seeschlacht von Geronta nachgestellt und das Modell einer türkischen Fregatte verbrannt.

## Kultur

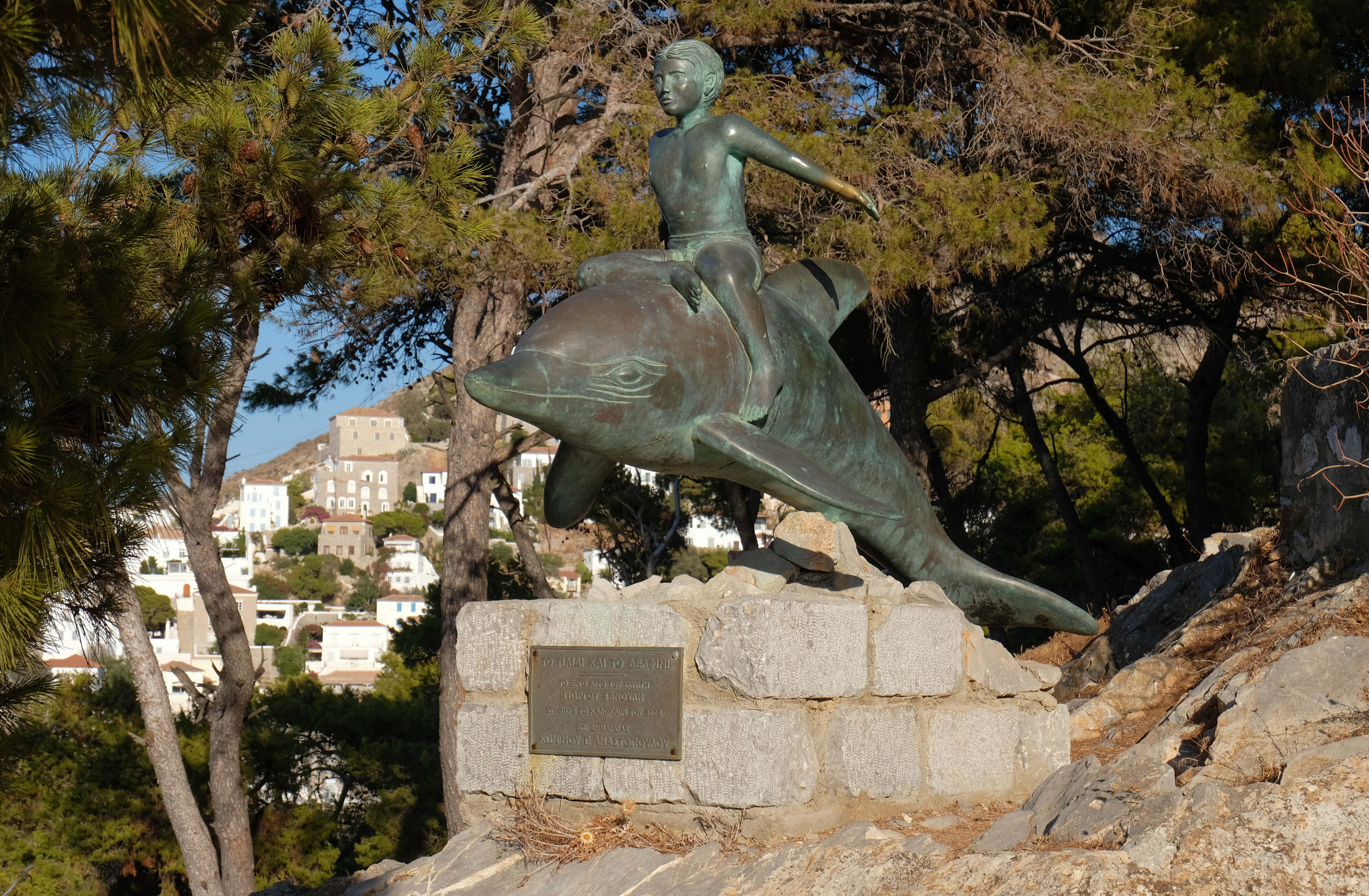
Statue zu Ehren des Films Der Knabe auf dem Delphin auf Hydra

Wenngleich Andros die wichtigste „Künstlerinsel“ Griechenlands ist, so hat auch Hydra ein besonderes Kulturleben, welches auf ihre Bedeutung als Refugium zurückgeht. Nikolaos Vokos (1854–1902), ein Vertreter der Münchener Schule, stammte von Hydra, ebenso die Maler Nikos Nikolaou (1909–1986) und Panayiotis Tetsis (1925–2016).
Der Schriftsteller Henry Miller (1891–1980) begann seine Reise in ein altes Land – Skizzen für meine Freunde 1939 mit Eindrücken von Hydra. Die Schriftsteller Axel Jensen (1932–2003), George Henry Johnston (1912–1970), Charmian Clift (1923–1969) und Göran Tunström (1937–2000) lebten auf der Insel, ebenso der kanadische Sänger und Schriftsteller Leonard Cohen (1934–2016), der hier zwischen 1960 und 1967 zwei seiner Bücher schrieb. Marianne Ihlen, die mit Axel Jensen nach Hydra gekommen war, verliebte sich hier in Cohen und inspirierte ihn unter anderem zu den Liedern Bird on the Wire und So long, Marianne. Auch der amerikanische Maler Brice Marden hielt sich öfters auf Hydra auf und mehrere seiner Werke wurden von der Insel inspiriert.
1947 drehte Alekos Sakellarios den Film Marina auf Hydra, viele Einwohner wirkten als Statisten mit. 1956 entstand der Film Das Mädchen in Schwarz von Michael Cacoyannis auf der Insel. Diese griechischen Filme beschrieben den Alltag auf Hydra als eher bedrückend. 1956 steigerte die internationale Filmproduktion Der Knabe auf dem Delphin, hauptsächlich auf Hydra entstanden, die Bekanntheit der Insel. Auch der 1962 gedrehte Film Phaedra von Jules Dassin spielt teilweise auf Hydra.

## Katzen auf Hydra
Die Hydrioten füttern ihre Katzen nur in den Wintermonaten. In den 1980er-Jahren führte man ein Sterilisations- und Kastrationsprogramm für die Inselkatzen ein. Seit 2007 versucht der zu 95 % von Ausländern getragene Verein HydraArk die Katzenpopulation auf der Insel gesund zu erhalten. Die Stadtverwaltung unterstützt diese Initiative. Insulaner, Ehrenamtliche, Ärzte und Aktivisten füttern die Katzen und sorgen dafür, dass sie gesund bleiben. Derzeit kümmert sich HydraArk auch um das Wohlergehen der Esel, Maultiere und Pferde. Die Katzen auf Hydra sind mittlerweile zur Touristenattraktion geworden.

## Regionale Sonderregeln
Trotz der guten Lage hat die Insel den Tourismus hauptsächlich auf Tagestouristen beschränkt, auch Richard Branson, der auf der Insel einen Zweitwohnsitz hat, konnte trotz langwieriger Werbeaktionen keine Hotelanlage errichten. Auf der autofreien Insel sind nicht nur Autos und Motorräder, sondern auch Fahrräder verboten. Hotelanlagen und wegen der Lärmbelästigung auch Diskotheken sind ebenfalls nicht zugelassen. An Häusern dürfen weder Antennen oder Satellitenschüsseln noch Leuchtreklamen angebracht werden. Auch Plastikstühle sind verboten. Zum Schutz des historischen Ortsbildes wird der Bau von Tennisplätzen und Swimmingpools nicht genehmigt. Prinzipiell wird versucht, den Massentourismus und den Jet-Set abzuwenden. Trotzdem oder gerade deshalb sind die Immobilienpreise die höchsten aller griechischen Inseln.